# Michael D’Antonio
Michael D’Antonio (* 11. Mai 1955 in Portsmouth, New Hampshire) ist ein US-amerikanischer Journalist, Sachbuch- und Drehbuchautor.

## Leben
Das Studium an der University of New Hampshire schloss er als Bachelor of Arts im Jahr 1977 ab. Zuerst war er 1976/77 als Journalist für die Zeitung Portland Press Harald in Maine tätig. Von 1978 bis 1983 arbeitete er in Washington, D.C. als Journalist für Esquire, das The New York Times Magazine, The Times of London, die Zeitschrift Discover, Sports Illustrated, Los Angeles Times Magazine sowie von 1983 bis 1990 in New York für die Zeitschrift Newsday und andere Zeitungen und Zeitschriften. Für die Recherche von medizinischen, ethischen und juristischen Fragen rund um den Fall „Baby-Jane-Doe-Law“ erhielt er im Jahr 1984 mit dem Redaktionsteam der Zeitschrift Newsday den Pulitzer-Preis. Seit dem Jahr 1990 ist er als selbständiger Autor tätig.
Michael D’Antonio verfasste biografische Monografien über Werdegänge samt Leistungen von Milton S. Hershey, Walter O’Malley, Thomas Lipton, Donald Trump, Barack Obama und die Profigolfer Jack Nicklaus, Arnold Palmer, Gary Player, Lee Trevino. Seine Bücher wurden mit Prädikaten „Best Books of the Year“ und „Editors’ Picks“ bei The New York Times (NYT), The Christian Science Monitor (CSM), Businessweek, Chicago Tribune und Publishers Weekly gewürdigt.
Er trat in 60 Minutes, Today, Good Morning America, The Morning Show, America, Larry King Live, Morning Edition, All Things Considered, The Diane Rehm Show, Coast to Coast AM und anderen Fernsehsendungen auf. Er lebt mit Ehefrau und zwei Töchtern auf Long Island.

## Publikationen
- Fall from Grace. The Failed Crusade of the Christian Right. Farrar, Straus and Giroux, New York 1990.
- Heaven on Earth. Dispatches from America’s Spiritual Frontier. Crown Publishing, New York 1992.
- mit Vorwort von Stewart Udall: Atomic Harvest. Hanford and the Lethal Toll of America’s Nuclear Arsenal. Crown Publishing, New York 1993, ISBN 0-517-58981-8.
  - deutsche Übersetzung von Thomas Jung: Bomben-Ernte. Amerikas atomare Erbschaft. Aufbau-Verlag, Berlin 1994, ISBN 978-3-351-02423-9.
- mit Mike Magee: The Best of Medicine. Doctors, Patients, and the Covenant of Caring. St. Martin’s Press, New York 1999.
- mit Ralph Acampora: The Fourth Mega-Market. Hyperion, New York 2000.
  - deutsche Übersetzung von Herbert Allgeier: Der vierte Mega-Markt. Warum wir zehn goldene Jahre an der Börse erleben werden. Campus-Verlag, Frankfurt am Main 2001, ISBN 978-3-593-36816-0.
- mit Andrew Spielman: Mosquito. A Natural History of Our Most Persistent and Deadly Foe. Hyperion, New York 2001.
- Tour ’72. Nicklaus, Palmer, Player, Trevino. The Story of One Great Season. Hyperion, New York 2002.
- mit Bruce McNall: Fun While It Lasted. My Rise and Fall in the Land of Fame and Fortune. Hyperion, New York 2003.
- The State Boys Rebellion. Simon & Schuster, New York 2004.
- Hershey. Milton S. Hershey’s Extraordinary Life of Wealth, Empire, and Utopian Dreams. Simon & Schuster, New York 2006.
- A Ball, a Dog, and a Monkey. 1957 – The Space Race Begins. Simon & Schuster, New York 2007.
- Forever Blue. The True Story of Walter O’Malley, Baseball’s Most Controversial Owner, and the Dodgers of Brooklyn and Los Angeles. Riverheads Books, New York 2009.
- A Full Cup. Sir Thomas Lipton’s Extraordinary Life and His Quest for the America’s Cup. Riverheads Books, New York 2010.
- mit John Gerzema, Vorwort von Philip Kotler: Spend Shift. How the Post-Crisis Values Revolution Is Changing the Way We Buy, Sell, and Live. John Wiley & Sons, New York 2010, ISBN 978-0-470-87443-1.
- Mortal Sins. Sex, Crime, and the Era of Catholic Scandal. Thomas Dunne Books, New York 2013
- mit John Gerzema: The Athena Doctrine. How Women (and the Men Who Think Like Them) Will Rule the Future. John Wiley & Sons, New York 2013, ISBN 978-1-118-45295-0.
- Never Enough. Donald Trump and the Pursuit of Success. Thomas Dunne Books, New York 2015.
- The Truth About Trump. Thomas Dunne Books, New York 2016.
  - deutsche Übersetzung von Bettina Engels, Norbert Juraschitz, Karsten Peters und Thorsten Schmidt: Die Wahrheit über Donald Trump. Econ Verlag, Berlin 2016, ISBN 978-3-430-20221-3.
- A Consequential President. The Legacy of Barack Obama. Thomas Dunne Books, New York 2017, ISBN 978-1-250-08139-1.
- Mit Peter Eisner: The Shadow President: The Truth about Mike Pence, Macmillan USA 2018, ISBN 978-1-250-30119-2
- Hunting of Hillary: The Forty-Year Campaign to Destroy Hillary Clinton, St Martin’s Press 2020, ISBN 978-1-250-15460-6

### Als Drehbuchautor
- 2003: Deacons for Defense bei IMDb
- 2004: Crown Heights bei IMDb

## Auszeichnungen und Ehrungen
- 1984: Pulitzer-Preis (ex æquo)
- 1986: First Amendment Award
- 1987: Alicia Patterson Foundation Fellowship
- 2004: Humanitas-Preis für das Drehbuch Crown Heights
- 2013: Publishers Weekly Best Nonfiction Book mit Mortal Sins. Sex, Crime, and the Era of Catholic Scandal
- 2013: Kirkus Reviews Best Book mit Mortal Sins. Sex, Crime, and the Era of Catholic Scandal
- 2013: Nominierung für Edgar Award Best Fact Crime mit Mortal Sins. Sex, Crime, and the Era of Catholic Scandal